# ناحیه ماراچا
ناحیه ماراچا (به لاتین: Maracha District) یک منطقهٔ مسکونی در اوگاندا است که در استان شمالی، اوگاندا واقع شده‌است. ناحیه ماراچا ۱۸۶٬۱۳۴ نفر جمعیت دارد.